# Leven H. Ellis
Leven Handy Ellis (* 6. April 1881 in Nixburg, Coosa County, Alabama; † 4. Januar 1968) war ein US-amerikanischer Politiker.
Ellis studierte an der University of Alabama und erhielt dort 1909 seinen Bachelor of Laws. Danach begann er in Columbiana zu praktizieren. 1927 bis 1931 war er Senator im Senat von Alabama, von 1936 bis 1943 gehörte er dem Repräsentantenhaus von Alabama an. Daneben bekleidete Ellis für zwei Amtszeiten das Amt des Bürgermeisters von Columbiana und war 1940 Delegierter auf der Democratic National Convention. Von 1943 bis 1947 war er Vizegouverneur von Alabama unter Gouverneur Chauncey Sparks.
Ellis war seit dem 30. September 1908 verheiratet und hatte fünf Kinder.